# Kobylka (Turnov)
Kobylka je osada v katastrálním území Bukovina u Turnova, evidenční část města Turnov v okrese Semily, tvořená dílem 2 základní sídelní jednotky Dolánky u Turnova. Nachází se asi 2,5 kilometru severovýchodně od Turnova.

## Historie
První písemná zmínka o vesnici pochází z roku 1588.